# Темново (Московская область)
Темново — деревня в Клинском районе Московской области, в составе Зубовского сельского поселения. Население — 32 чел. (2010). До 2006 года Темново входило в состав Зубовского сельского округа.
Деревня расположена в восточной части района, примерно в 12 км к востоку от райцентра Клин, у истоков безымянного ручья, левого притока реки Лутосня (правый приток Сестры), высота центра над уровнем моря 172 м. Ближайшие населённые пункты — Струбково и Зубово на северо-западе, Ельцово на западе и Соголево на юге.

## Население
| 2002 | 2006 | 2010 |
| ---- | ---- | ---- |
| 16   | ↘13  | ↗32  |